# アジリアーノ・ヴェルチェッレーゼ
アジリアーノ・ヴェルチェッレーゼ（イタリア語: Asigliano Vercellese）は、イタリア共和国ピエモンテ州ヴェルチェッリ県にある、人口約1,400人の基礎自治体（コムーネ）。

## 地理

### 位置・広がり
ヴェルチェッリ県南東部に位置するコムーネで、県都ヴェルチェッリから南へ7km、ポー川河畔のカザーレ・モンフェッラートから北北西へ15km、州都トリノから東北東へ60kmの距離にある。
| 隣接するコムーネは以下の通り。 - ヴェルチェッリ - 北 - プラローロ - 北東 - ペッツァーナ - 東 - ストロッピアーナ - 南東 - ペルテンゴ - 南 - コスタンツァーナ - 南西 - デザーナ - 西 |